# Смолдирівська сільська рада
Смолдирівська сільська рада — колишня адміністративно-територіальна одиниця та орган місцевого самоврядування у Новоград-Волинському і Баранівському районах Волинської округи, Київської й Житомирської областей Української РСР та України з адміністративним центром у с. Смолдирів.

## Населені пункти
Сільській раді були підпорядковані населені пункти:
- с. Смолдирів
- с. Іванівка
- с. Смолка

## Населення
Кількість населення ради станом на 1923 рік становила 2 711 осіб, кількість дворів — 552.
Відповідно до результатів перепису населення СРСР, кількість населення ради станом на 12 січня 1989 року становила 1 546 осіб.
Станом на 5 грудня 2001 року, відповідно до перепису населення України, кількість мешканців сільської ради становила 1 209 осіб.

## Склад ради
Рада складалася з 16 депутатів та голови.

### Керівний склад сільської ради
| ПІБ                         | Основні відомості                                             | Дата обрання | Дата звільнення |
| --------------------------- | ------------------------------------------------------------- | ------------ | --------------- |
| Гайдайчук Микола Васильович | Сільський голова , 1966 року народження, освіта, безпартійний | 26.03.2006   | 31.10.2010      |
| Гайдайчук Микола Васильович | Сільський голова , 1966 року народження, освіта               | 31.10.2010   |                 |

Примітка: таблиця складена за даними джерела

## Історія
Створена 1923 року в складі сіл Іванівка та Смолдирів Смолдирівської волості Новоград-Волинського повіту Волинської губернії. 28 березня 1928 року в с. Іванівка створено окрему Іванівську сільську раду Баранівського району.
Станом на 1 вересня 1946 року сільська рада входила до складу Баранівського району Житомирської області, на обліку в раді перебували с. Смолдирів та хутір Червонопрапорний (згодом — Червонопрапорне).
11 серпня 1954 року, відповідно до указу Президії Верховної ради Української РСР «Про укрупнення сільських рад по Житомирській області», підпорядковано с. Іванівка ліквідованої Іванівської сільської ради Баранівського району.
На 1 січня 1972 року сільська рада входила до складу Баранівського району Житомирської області, на обліку в раді перебували села Іванівка, Смолдирів та Червонопрапорне (згодом — Смолка).
Ліквідована 30 грудня 2016 року через об'єднання до складу Баранівської міської територіальної громади Баранівського району Житомирської області.
Входила до складу Новоград-Волинського (7.03.1923 р. 30.12.1962 р.) та Баранівського (28.09.1925 р, 8.12.1966 р.) районів.